# Offwell
Offwell – wieś i civil parish w Anglii, w Devon, w dystrykcie East Devon. W 2011 civil parish liczyła 408 mieszkańców. Offwell jest wspomniana w Domesday Book (1086) jako Offewille/Offawilla.